# 유한 퍼텐셜 우물

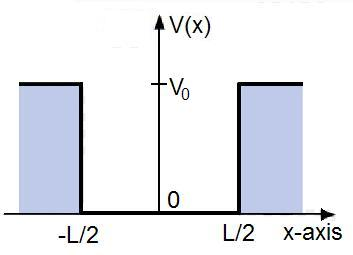

무한 퍼텐셜 우물은 이상적인 계로서 양자 역학의 기본 개념을 잘 내포하고 있지만 실제로 구현되기 어렵다.
반면에 유한 퍼텐셜 우물(Finite potential well)의 경우 실체를 기술하기에 더 적절하다.
그 예로 GaAs층이 Ga1-xAlxAs 의 두 층 사이에 끼어있는 경우 유한 퍼텐셜 우물로써 기술할 수 있다.

## 정의
1차원 공간에서 퍼텐셜이 다음과 같은 구조를 가질 때 이 계를 유한 퍼텐셜 우물이라고 한다.
{\displaystyle V(x)={\begin{cases}0,&{\mbox{if }}x<0{\mbox{ outside}}\\-V_{0},&{\mbox{if }}0<x<a{\mbox{ inside}}\\0,&{\mbox{if }}a<x{\mbox{ outside}}\end{cases}}}

## 유도
시간에 무관한 슈뢰딩거 방정식(Schrödinger equation)을 풀면 입자가 유한 퍼텐셜 우물속에 있을 때의 현상을 살펴볼 수 있다.

### −V0<E<0{\displaystyle -V_{0}<E<0}인 경우 (속박 상태)
{\displaystyle \psi ={\begin{cases}\psi _{1},&{\mbox{if }}x<0{\mbox{ (the region outside the well)}}\\\psi _{2},&{\mbox{if }}0<x<a{\mbox{ (the region inside the well)}}\\\psi _{3}&{\mbox{if }}x>a{\mbox{  (the region outside the well)}}\end{cases}}}
라고 하자.
각 영역에서 슈뢰딩거 방정식은 다음과 같다.
{\displaystyle -{\frac {\hbar ^{2}}{2m}}{\frac {d^{2}\psi _{1}}{dx^{2}}}=E\psi _{1}}
{\displaystyle -{\frac {\hbar ^{2}}{2m}}{\frac {d^{2}\psi _{2}}{dx^{2}}}-V_{0}\psi _{2}=E\psi _{2}}
{\displaystyle -{\frac {\hbar ^{2}}{2m}}{\frac {d^{2}\psi _{3}}{dx^{2}}}=E\psi _{3}}
{\displaystyle k={\frac {\sqrt {2m(E+V_{0})}}{\hbar }}}
{\displaystyle q={\frac {\sqrt {-2mE}}{\hbar }}}
라고 놓으면 각 영역의 해는 다음과 같다.
{\displaystyle {\begin{aligned}\psi _{1}(x)&=e^{qx}\\\psi _{2}(x)&=Ae^{ikx}+Be^{-ikx}\\\psi _{3}(x)&=Ce^{-qx}\end{aligned}}}
경계 조건({\displaystyle x=0}과 {\displaystyle x=a}에서 {\displaystyle \scriptstyle \psi \quad } 와 {\displaystyle \scriptstyle {\frac {d\psi }{dx}}\quad } 가 연속인 조건)을 이용하면 계수를 구할 수 있고, 포텐셜 우물에서의 해를 구하게 되는 것이다.
정리하면
{\displaystyle {\begin{aligned}1&=A+B\\q&=ik(A-B)\\Ae^{ika}+Be^{-ika}&=Ce^{-qa}\\ik(Ae^{ika}-Be^{-ika})&=-qCe^{-qa}\end{aligned}}}
이 되고, 연립방정식을 풀면 계수는 다음과 같다.
{\displaystyle {\begin{aligned}A&={\frac {1}{2}}\left(1-i{\frac {q}{k}}\right)=B^{*}\\B&={\frac {1}{2}}\left(1+i{\frac {q}{k}}\right)\\C&={\frac {1}{2}}e^{qa}\left({\frac {k}{q}}+{\frac {q}{k}}\right)\sin {ka}\end{aligned}}}
경계 조건을 잘 정리하면
{\displaystyle ka=(n-1)\pi +2\cos ^{-1}{\sqrt {1+{\frac {E}{V_{0}}}}}\ (n=1,2,3,4,...)}
을 얻을 수 있고, 이 식과 처음에 정의했던
{\displaystyle k={\frac {\sqrt {2m(E+V_{0})}}{\hbar }}}
을 그래프로 그려보면 속박 상태를 확인할 수 있다. 이때 그래프의 교점으로부터 속박상태의 에너지를 구할 수 있다.
최종적으로 계산한 파동함수는 다음과 같다.
{\displaystyle {\begin{aligned}\psi _{1}(x)&=e^{qx}\\\psi _{2}(x)&={\frac {1}{\sqrt {1+{\frac {E}{V_{0}}}}}}\sin \left\{k\left(x-{\frac {a}{2}}\right)+{\frac {n\pi }{2}}\right\}\\\psi _{3}(x)&=(-1)^{n+1}e^{-q(x-a)}\end{aligned}}}

## 기타
{\displaystyle V_{0}}의 크기가 무한히 커지는 경우 무한 퍼텐셜 우물이 된다. 유한 퍼텐셜 우물의 깊이가 깊어짐에 따라 그래프의 교점의 개수가 증가함을 확인할 수 있으므로 속박상태의 개수가 증가함을 알 수 있다.
퍼텐셜 우물의 경우 우물이 생긴 모양에 따라 대칭성을 이용하면 직관적으로 이해하기 용이하다.
Quantum Dot, Quantum well, Superlattice 같은 구조를 갖는 계의 경우 유한 퍼텐셜 우물의 관점에서 물리적인 현상을 기술할 수 있다.

## 같이 보기
- 양자 역학
- 파동 함수
- 반도체
- 초격자
- 상자속 입자

## 참고 자료
- Paul Harrison (1999). 《Quantum Wells》. Wiley: Wires and Dots.
- 송희성. 《양자역학》. 교학연구사.